# La Tentation d'Isabelle
Pour plus de détails, voir Fiche technique et Distribution.
La Tentation d'Isabelle est un film franco-suisse réalisé par Jacques Doillon, sorti en 1985.

## Fiche technique
- Titre : La Tentation d'Isabelle
- Réalisation : Jacques Doillon
- Scénario : Jacques Doillon et Jean-François Goyet
- Production : Marin Karmitz
- Musique : Philippe Sarde
- Photographie : William Lubtchansky
- Montage : Noëlle Boisson
- Pays d'origine :  France -  Suisse
- Format : Couleur
- Genre : drame, romance
- Durée : 86 minutes
- Date de sortie : 1985

## Distribution
- Ann-Gisel Glass : Isabelle
- Jacques Bonnaffé : Bruno
- Fanny Bastien : Lio
- Xavier Deluc : Alain
- Françoise Brion : La mère d'Isabelle
- Henri Virlojeux : Le père d'Isabelle
- Anne-Marie Maillé : La jeune fille
- Charlotte Gainsbourg : L'enfant